# Stazione di Pontelambro-Castelmarte
Stazione di Pontelambro-Castelmarte vasútállomás Olaszországban, Lombardia régióban, Ponte Lambro településen.

## Vasútvonalak
Az állomást az alábbi vasútvonalak érintik:
- Milánó–Asso-vasútvonal

## Kapcsolódó állomások
A vasútállomáshoz az alábbi állomások vannak a legközelebb:
- Stazione di Caslino d'Erba
- Stazione di Erba